# 이프타크 클레인

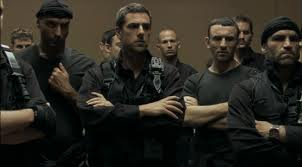

이프타크 클레인(Yiftach Klein, 1972년 ~ )은 이스라엘의 배우이다.
텔아비브에서 태어났다.

## 영화
- 엔테베 작전 (2018년) - 에후드 바라크 역
- 썸머 베이케이션 (2012년)
- 필 더 보이드 (2012년)
- 폴리스맨 (2011년)
- 누들 (2007년) - 마티 역